# Fujiwara no Ninshi
Fujiwara no Ninshi, född 1173, död 1239, var en japansk kejsarinna, gift med kejsar Go-Toba.